# Christinus
Christinus – rodzaj jaszczurek z rodziny gekonowatych (Gekkonidae).

## Zasięg występowania
Rodzaj obejmuje gatunki występujące endemicznie w Australii, w tym na należących do niej wyspach Lord Howe i Norfolk.

## Systematyka

### Etymologia
- Christinus: „nazwany od panny Christine Biggs z Londynu”[1].
- Ridegekko: William David Lindsay Ride (ur. 1926), australijski zoolog; rodzaj Gekko Laurenti, 1768[2]. Typ nomenklatoryczny: Phyllodactylus guentheri Boulenger, 1885.

### Podział systematyczny
Do rodzaju należą następujące gatunki:
- Christinus alexanderi (Storr, 1987)
- Christinus guentheri Boulenger, 1885
- Christinus marmoratus (Gray, 1845)